# Paul Julius Reuter
Paul Julius Reuter, nato Israel Beer Josaphat (Kassel, 21 luglio 1816 – Nizza, 25 febbraio 1899), è stato un imprenditore e giornalista tedesco naturalizzato britannico, pioniere della telegrafia, fondatore dell'agenzia di stampa Reuters entrata a far parte del conglomerato Thomson Reuters nel 2008.

## Biografia
Reuter nacque come Israel Beer Josaphat a Kassel, nell'Elettorato dell'Assia (ora parte della Repubblica Federale di Germania). Suo padre, Samuel Levi Josaphat, era un rabbino. Sua madre era Betty Sanders. A Gottinga, Reuter incontrò Carl Friedrich Gauss, che stava sperimentando la trasmissione di segnali elettrici via cavo.

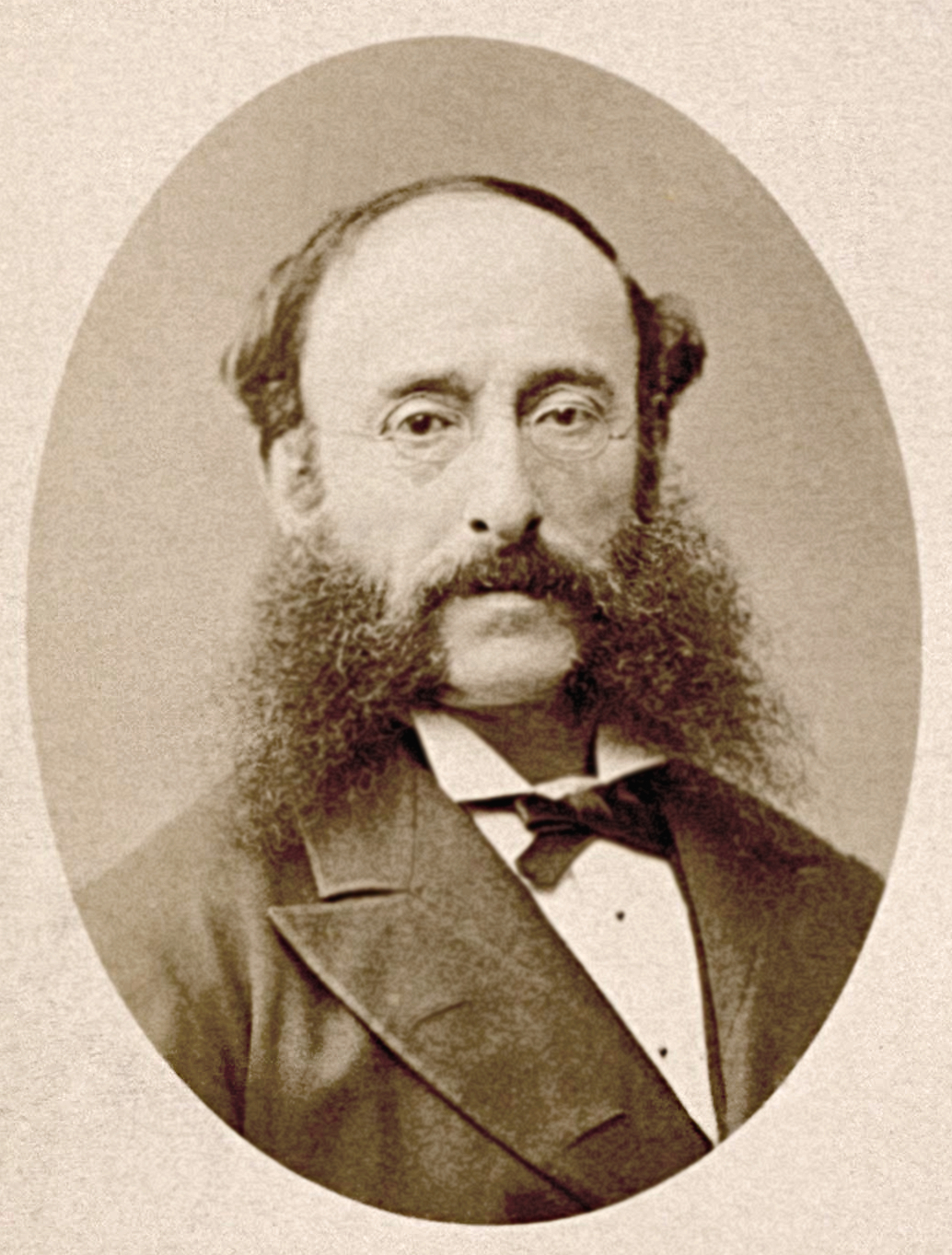
Reuter nel 1860

Il 16 novembre 1845 si convertì al cristianesimo in una cerimonia presso la Cappella luterana tedesca di San Giorgio a Londra, e cambiò il suo nome in Paul Julius Reuter. Una settimana dopo, nella stessa cappella, sposò Ida Maria Elizabeth Clementine Magnus di Berlino, figlia di un banchiere tedesco.
Ex impiegato di banca, nel 1847 divenne socio della Reuter and Stargardt, una casa editrice di libri di Berlino. La distribuzione di opuscoli radicali da parte dell'azienda all'inizio della rivoluzione del 1848 potrebbe aver focalizzato l'attenzione ufficiale su Reuter. Più tardi, nello stesso anno, partì per Parigi e lavorò nell'agenzia di stampa di Charles-Louis Havas, l'Agence Havas, la futura Agence France Presse.
Con l'evolversi della telegrafia, Reuter fondò la sua agenzia di stampa ad Aquisgrana, trasferendo messaggi tra Bruxelles e Aquisgrana utilizzando piccioni viaggiatori e collegando così Berlino e Parigi. Più veloci del treno postale, i piccioni dettero a Reuter un accesso più rapido alle notizie finanziarie dalla borsa di Parigi. Alla fine, i piccioni furono sostituiti da un collegamento telegrafico diretto.

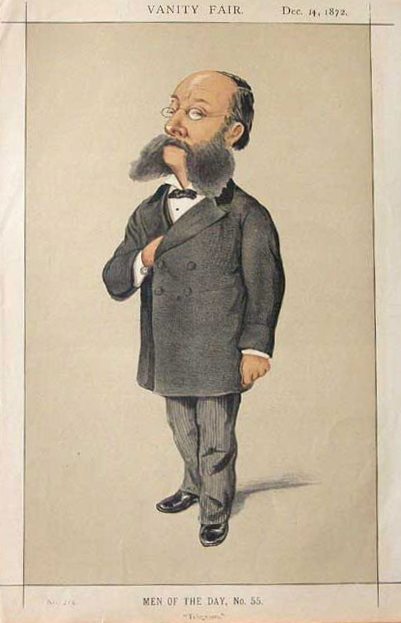
Caricatura di Reuter nel 1872

Era in costruzione una linea telegrafica tra la Gran Bretagna e l'Europa continentale, così Reuter si trasferì a Londra, affittando un ufficio vicino alla Borsa. Nel 1863 eresse privatamente un collegamento telegrafico con Crookhaven, il punto più a sud-ovest dell'Irlanda. Avvicinandosi a Crookhaven, le navi degli Stati Uniti gettarono in mare contenitori contenenti notizie. Questi furono recuperati dalla Reuters e telegrafati direttamente a Londra, arrivando molto prima che le navi raggiungessero Cork.
Il 17 marzo 1857, Reuter fu naturalizzato suddito britannico. Il 7 settembre 1871, il duca di Sassonia-Coburgo-Gotha gli concesse il titolo nobiliare di Freiherr (barone).  Nel novembre 1891, la regina Vittoria concesse a lui (e ai suoi successori in linea maschile) il diritto di utilizzare quel titolo tedesco (elencato come Barone von Reuter) in Gran Bretagna.

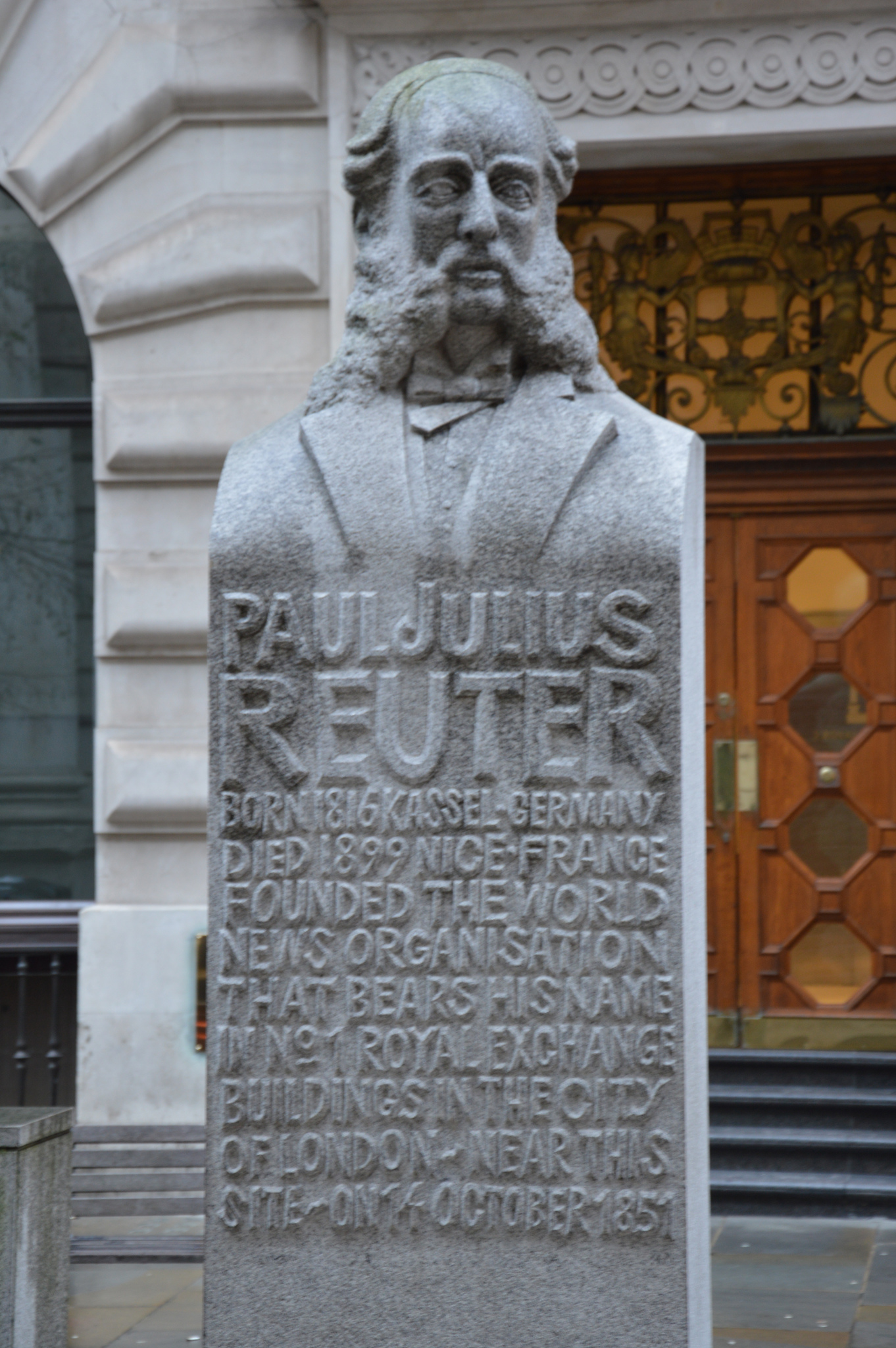
Busto di Reuter a Londra

Nel 1872, Nasir al-Din Shah, lo Scià dell'Iran, firmò una concessione per lo sviluppo economico della Persia, che includeva il diritto esclusivo di costruire tutte le ferrovie e le dighe, di regolare i fiumi per uso agricolo e di sfruttare le risorse minerarie (ad eccezione delle miniere d'oro e d'argento). A Reuter fu anche promessa la preferenza per quanto riguarda una concessione per la costruzione di banche e fabbriche di ogni tipo. Tuttavia, Reuter non fu in grado di raccogliere il capitale necessario per l'attuazione di questa concessione dopo che il governo britannico rifiutò di fornire una corrispondente garanzia finanziaria per gli investimenti in Persia.
La concessione, molto sbilanciata verso Reuter, sollevò critiche da parte di uomini d'affari, 
del clero e dei nazionalisti della Persia. George Curzon scrisse che:
.
La concessione fu cancellata nel 1873 a causa delle proteste della Russia. Come compenso, Julius Reuter ricevette una concessione per fondare la Banca Imperiale di Persia, che, oltre alle sue attività generali di banca commerciale, assunse anche l'emissione di banconote persiane fino all'istituzione di una banca centrale iraniana.

### Morte
Reuter morì nel 1899 a Villa Reuter, Nizza, e fu sepolto a Londra nella tomba di famiglia nel cimitero di West Norwood.
Reuter è stato interpretato da Edward G. Robinson nel film biografico della Warner Bros. A Dispatch from Reuters (1941).
L'agenzia di stampa Reuters ha commemorato il 100° anniversario della morte del suo fondatore lanciando un premio universitario (il Paul Julius Reuter Innovation Award) in Germania.

## Vita privata
Nel 1845, Reuter sposò Ida Maria Magnus, figlia di Friedrich Martin Magnus, un banchiere tedesco di Berlino.  Ebbero tre figli: Herbert, che divenne il II barone (succeduto da suo figlio Hubert come III barone), George e Alfred.  Clementine Maria, una delle sue figlie, sposò il conte Otto Stenbock e, dopo la morte di Stenbock, Sir Herbert Chermside, governatore del Queensland.
Il fratello del II barone, George, ebbe due figli, Oliver (che divenne il IV barone) e Ronald. L'ultimo membro della famiglia, Marguerite, baronessa de Reuter, vedova del IV barone e nipote di Paul Julius Reuter, morì il 25 gennaio 2009, all'età di 96 anni.